# Tweede klasse hockey
De Tweede klasse is vanaf seizoen 2018/2019 het vijfde niveau in het Nederlandse hockey.
Er zijn vier competities, waarvan elk uit twaalf teams bestaat. De competities worden ieder jaar (zo veel mogelijk) naar regio ingedeeld. Elk team speelt 11 thuiswedstrijden en 11 uitwedstrijden (2 wedstrijden tegen elk team).

Promotie-/degradatieregeling vanaf seizoen 2018-2019:
- De nummers 1 en 2 van de Tweede klasse (poule A t/m D) promoveren rechtstreeks naar de Eerste klasse.
- De nummers 11 en 12 van de Tweede klasse (poule A t/m D) degraderen naar de Derde klasse.

Nederlandse competities: Hoofdklasse (zaal) · Promotieklasse · Overgangsklasse · Eerste klasse · Tweede klasse · Derde klasse · Vierde klasse · Gold Cup · Silver Cup

Nederlands kampioenschap: Lijst van Nederlandse landskampioenen hockey · Lijst van Nederlandse landskampioenen zaalhockey

Europese competities: Euro Hockey League · Europacup I · Europa Cup II · Europacup zaalhockey